# Двоуснени назал
Двоуснени или билабијални назал је сугласник који се користи у готово свим говорним језицима. Симбол у Међународној фонетској алфабети који представља овај звук је .
Глас се појављује готово без изузетка, али неколико језика (нпр. мохикански језик) су познати по недостатком овог звука.

## Карактеристике
Карактеристике билабијалног назала:
- Начин артикулације је плозивни, што значи да је произведен ометањем протока ваздуха кроз усну дупљу.
- Место артикулације је билабијални што значи да се артикулира са обим уснима.
- Фонација је звучна, што значи да су гласне жице трепере током артикулације.
- То је назални сугласник, што значи ваздух је дозвољен да иде кроз нос.

## Појава
| Језик       | Језик       | Реч           | ИПА      | Значење               | Напомене                                                             |
| ----------- | ----------- | ------------- | -------- | --------------------- | -------------------------------------------------------------------- |
| арапски     | стандардни  | {مطابخ        |          | 'кухиње'              | Погледајте арапску фонологију                                        |
| јерменски   | јерменски   | իմ            |          | 'мој'                 |                                                                      |
| каталонски  | каталонски  | immens        |          | 'огроман'             | Погледајте каталонску фонологију                                     |
| кинески     | мандарински | 母親/mǔqīn    |          | 'мајка'               | Погледајте стандардни мандарински                                    |
| чешки       | чешки       | muž           |          | 'човек'               | Погледајте чешку фонологију                                          |
| холандски   | холандски   | mond          |          | 'уста'                | Погледајте низоземску фонологију                                     |
| енглески    | енглески    | him           |          | 'он'                  | Погледајте енглеску фонологију                                       |
| фински      | фински      | minä          |          | 'ја'                  | Погледајте Финску фонологију                                         |
| француски   | француски   | manger        |          | 'јести'               | Погледајте Француску фонологију                                      |
| грузијски   | грузијски   | სამი          |          | 'три'                 |                                                                      |
| немачки     | немачки     | rühmen        |          | 'хвалити'             | Погледајте немачку фонологију                                        |
| грчки       | грчки       | μάζα          |          | 'груда'               | Погледајте савремену грчку фонологију                                |
| хинди       | хинди       | मकान           |          | 'кућа'                | Погледајте хинди-урду фонологију                                     |
| мађарски    | мађарски    | ma            |          | 'данас'               | Погледајте мађарску фонологију                                       |
| италијански | италијански | mamma         |          | 'мама'                | Погледајте италијанску фонологију                                    |
| јапански    | јапански    | 乾杯/kampai   |          | 'наздрава'            | Погледајте јапанску фонологију                                       |
| корејски    | корејски    | 엄마/eomma    |          | 'мама'                | Погледајте корејску фонологију                                       |
| малтешки    | малтешки    | ilma          |          | 'вода'                |                                                                      |
| норвешки    | норвешки    | mamma         |          | 'мама'                | Погледајте норвешку фонологију                                       |
| пирахашки   | пирахашки   | baíxi         |          | 'родитељ'             | алофон са                                                            |
| пољски      | пољски      | masa          | [ˈmasa]ⓘ | 'маса'                | Погледајте пољску фонологију                                         |
| португалски | португалски | mato          |          | 'ја убијам'           | Погледајте португалску фонологију                                    |
| руски       | руски       | муж           |          | 'муж'                 | Разликује се од палатализоване верзије. Погледајте руску фонологију. |
| српски      | српски      | милина/milina |          | 'уживање'             |                                                                      |
| шпански     | шпански     | grumete       |          | 'кабине дечак'        | Погледајте шпанску фонологију                                        |
| Свахили     | Свахили     | miti          |          | 'дрва'                |                                                                      |
| шведски     | шведски     | mask          |          | 'црв'                 | Погледајте шведску фонологију                                        |
| цезки       | цезки       | мец           |          | 'језик'               |                                                                      |
| турски      | турски      | benim         |          | 'моје'                | Погледајте турску фонологију                                         |
| вијетнамски | вијетнамски | me            |          | 'мама; индијска урма' | Погледајте вијетнамску фонологију                                    |